# Ermita de la Virgen del Rosario (Ayora)
La ermita de la Virgen del Rosario es una ermita situada en una colina en la partida de Gorguel, en el municipio de Ayora (Valencia). Es Bien de Relevancia Local con identificador número 46.19.044-012.

## Descripción
En el camino de subida se escalonan estaciones del Vía Crucis en azulejos, en el interior de templetes cuadrados de tejado a cuatro aguas.
La fachada está decorada por un panel de azulejos con la representación de una Virgen con Niño, de manufactura similar al panel de San Miguel que hay en el interior de la ermita.
El edificio está formado por una planta de dos naves dispuestas en ángulo recto que confluyen en un solo vértice, el cual sirve de presbiterio para el altar mayor. En las naves, recorridas por arcos de medio punto, se encuentran doce altares, con imágenes en su interior.
El altar mayor, construido en 1720, es un templete de estilo neoclásico de fanal de cristal de cuatro caras, con la imagen de la Virgen del Rosario. Todo ello cubierto por una bóveda de crucería con clave, la cual está recorrida por escudo.

## Historia
Data aproximadamente de mediados del siglo XIV, cuando Ayora pertenecía a la diócesis de Cartagena. El templo original no se conserva. Se considera que debía ser de pequeño tamaño y sencilla factura. Se decía por los lugareños que se en él se exhibía, colgando de un arco, una bandera ganada a los ejércitos musulmanes.
La capilla original quedó en ruinas, de forma que el edificio que se observa a inicios del siglo XXI es una edificación del siglo XVIII, la cual fue modificada posteriormente, en especial a finales del siglo XIX, cuando amenazó nuevamente ruina. Una restauración reciente la mantiene en buen estado de conservación.

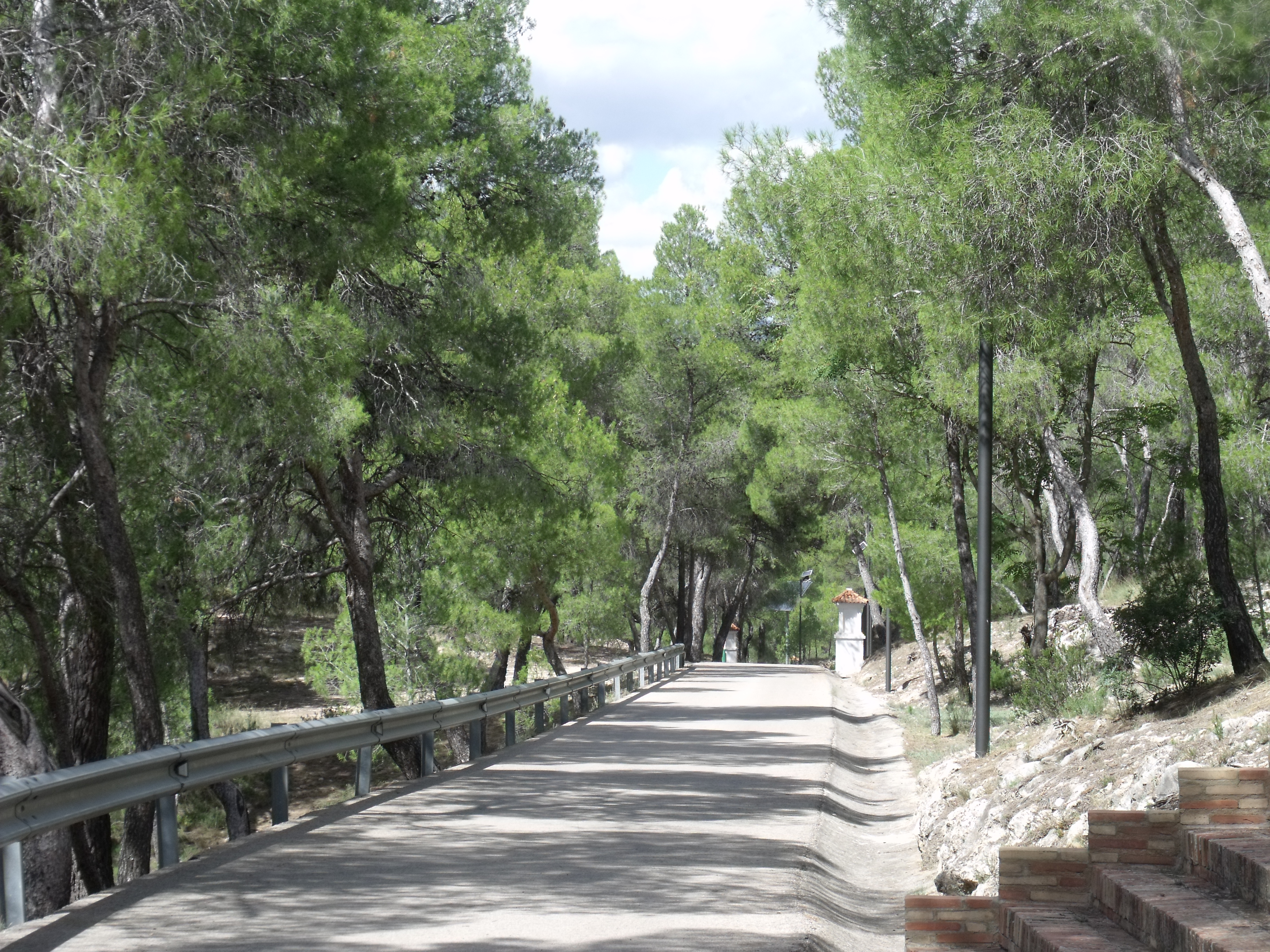
Acceso, a través de una colina boscosa.
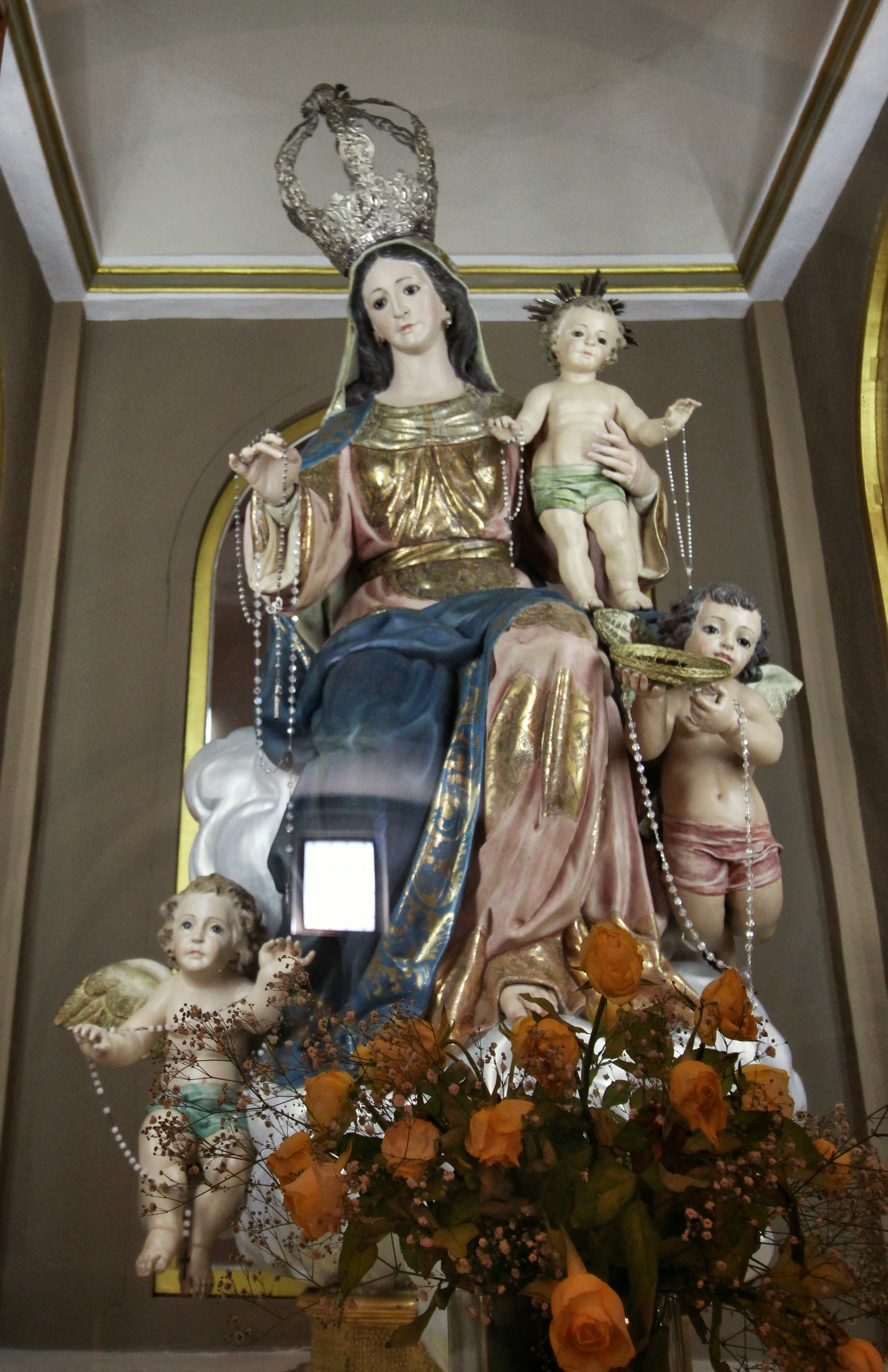
Imagen titular.
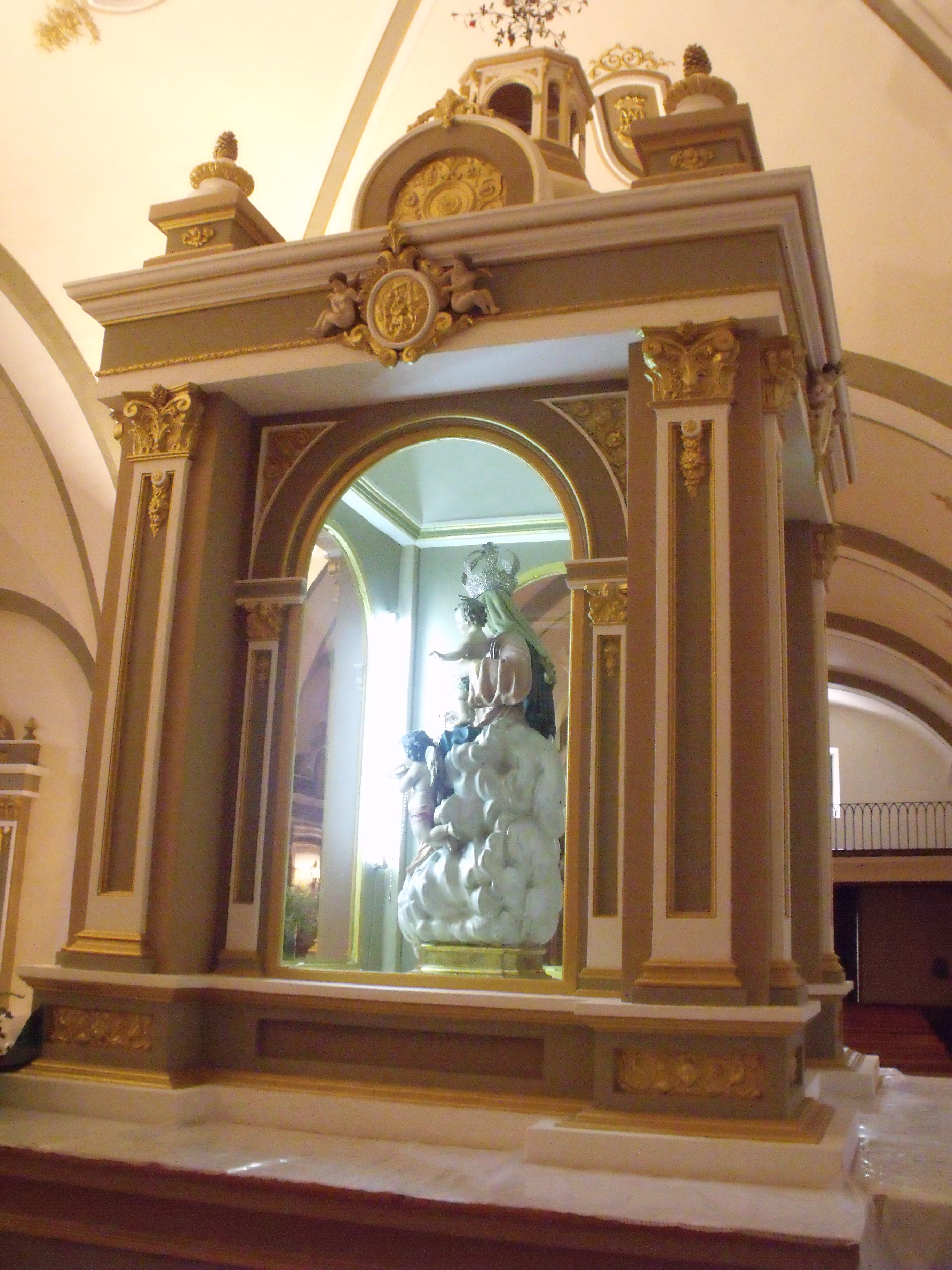
El altar mayor puede girarse de forma que se oriente hacia cualquiera de ambas naves.
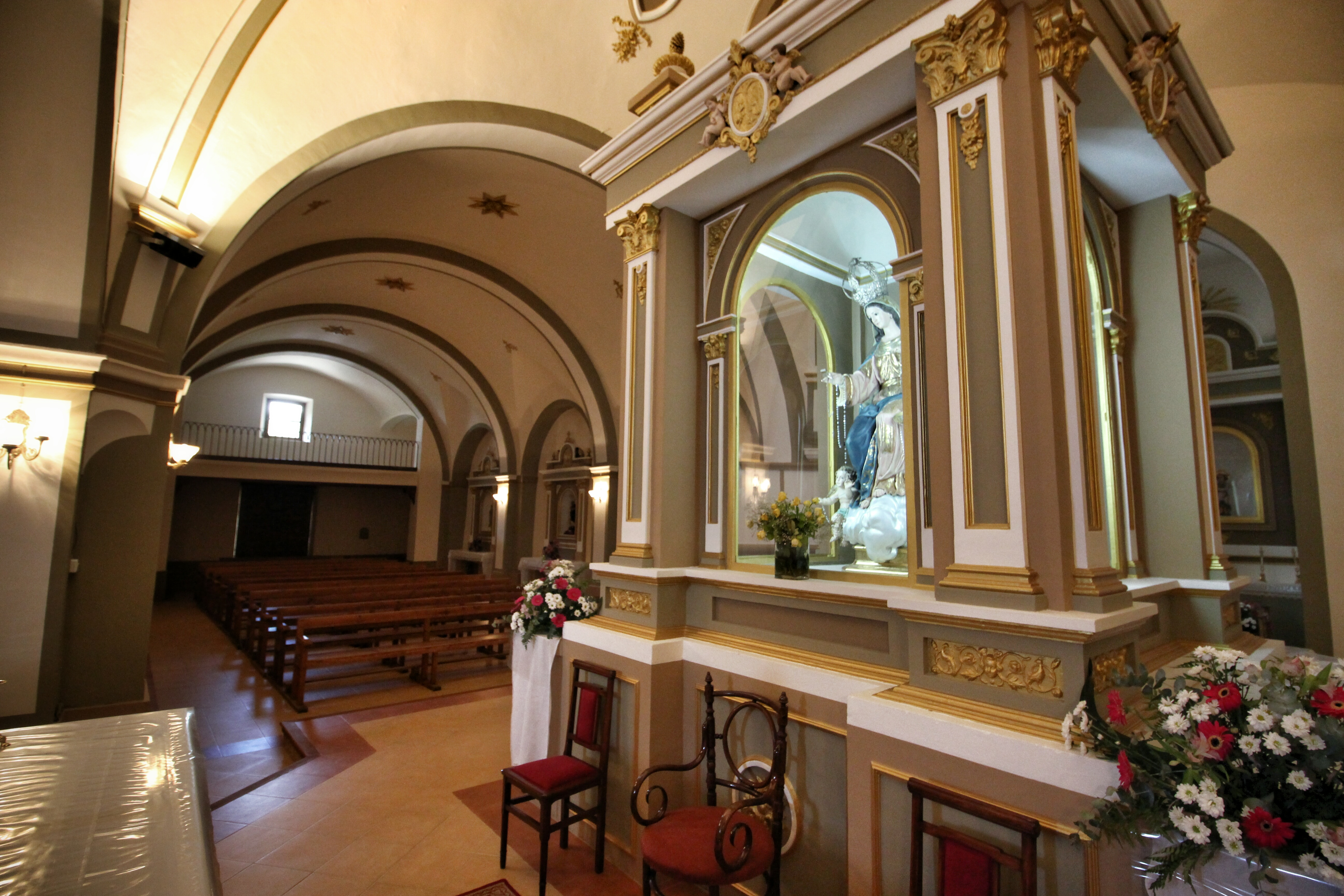
La imagen mira hacia una de las naves, la otra queda en perpendicular.
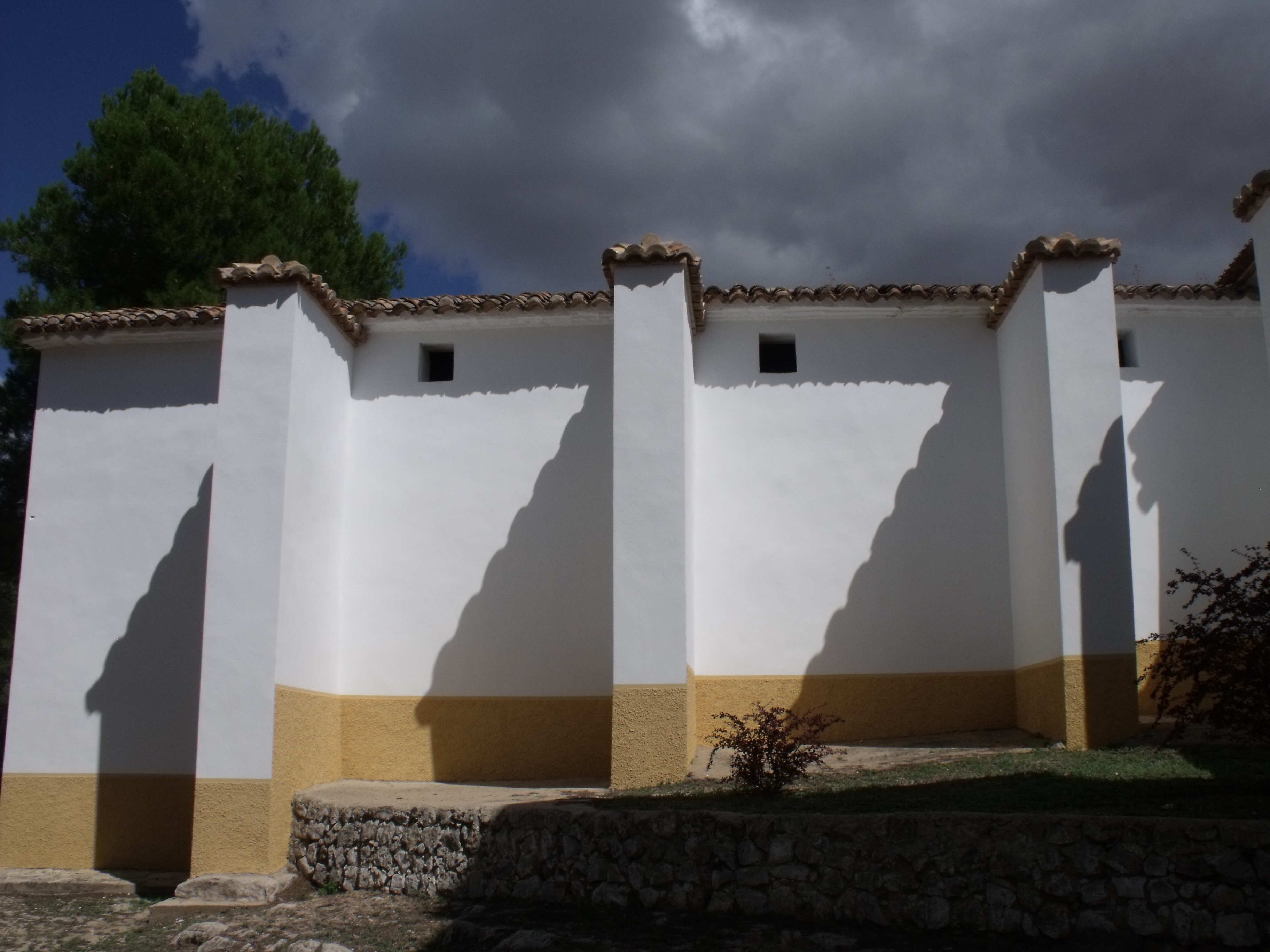
Contrafuertes.
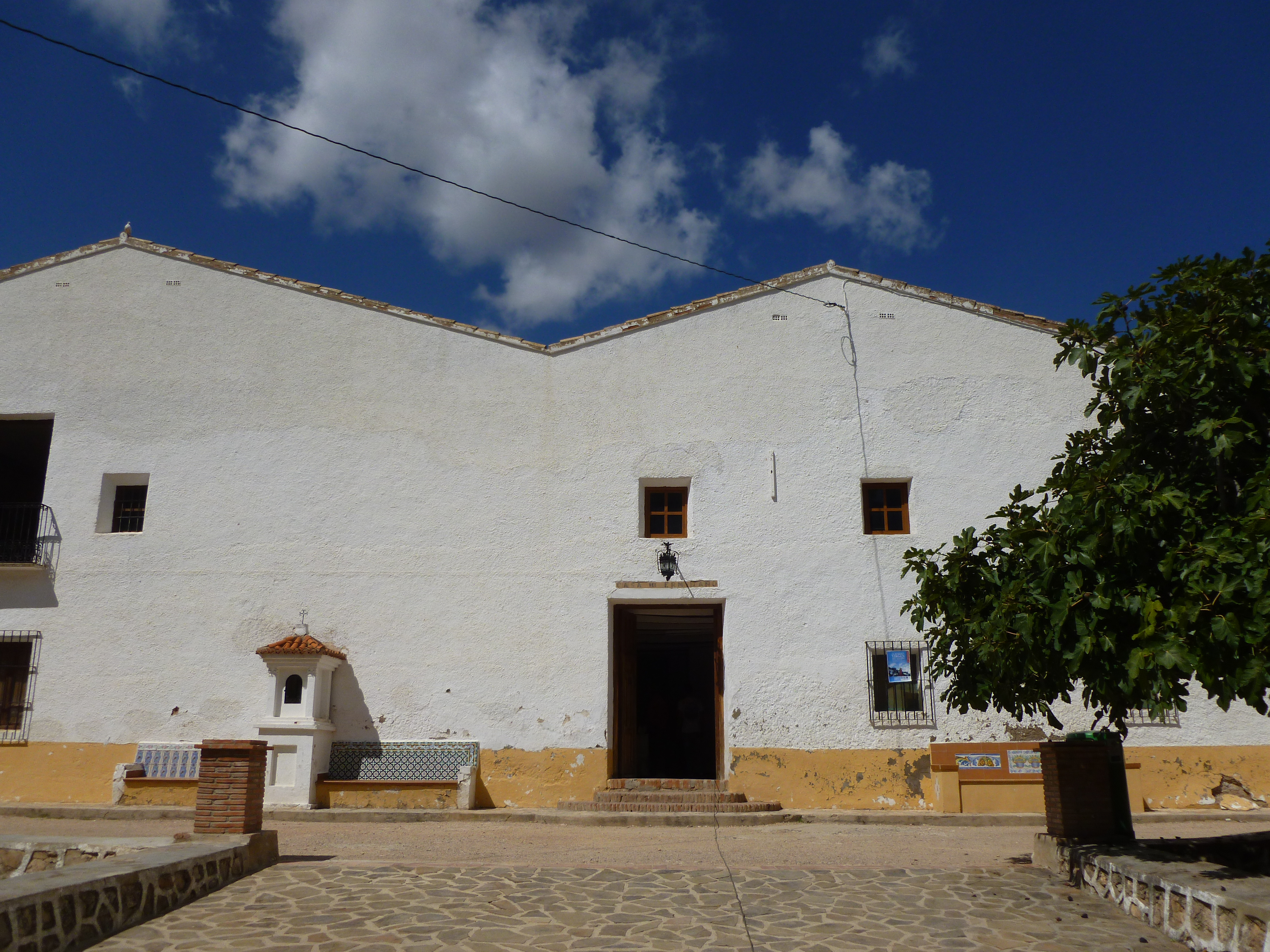
Casa del ermitaño.
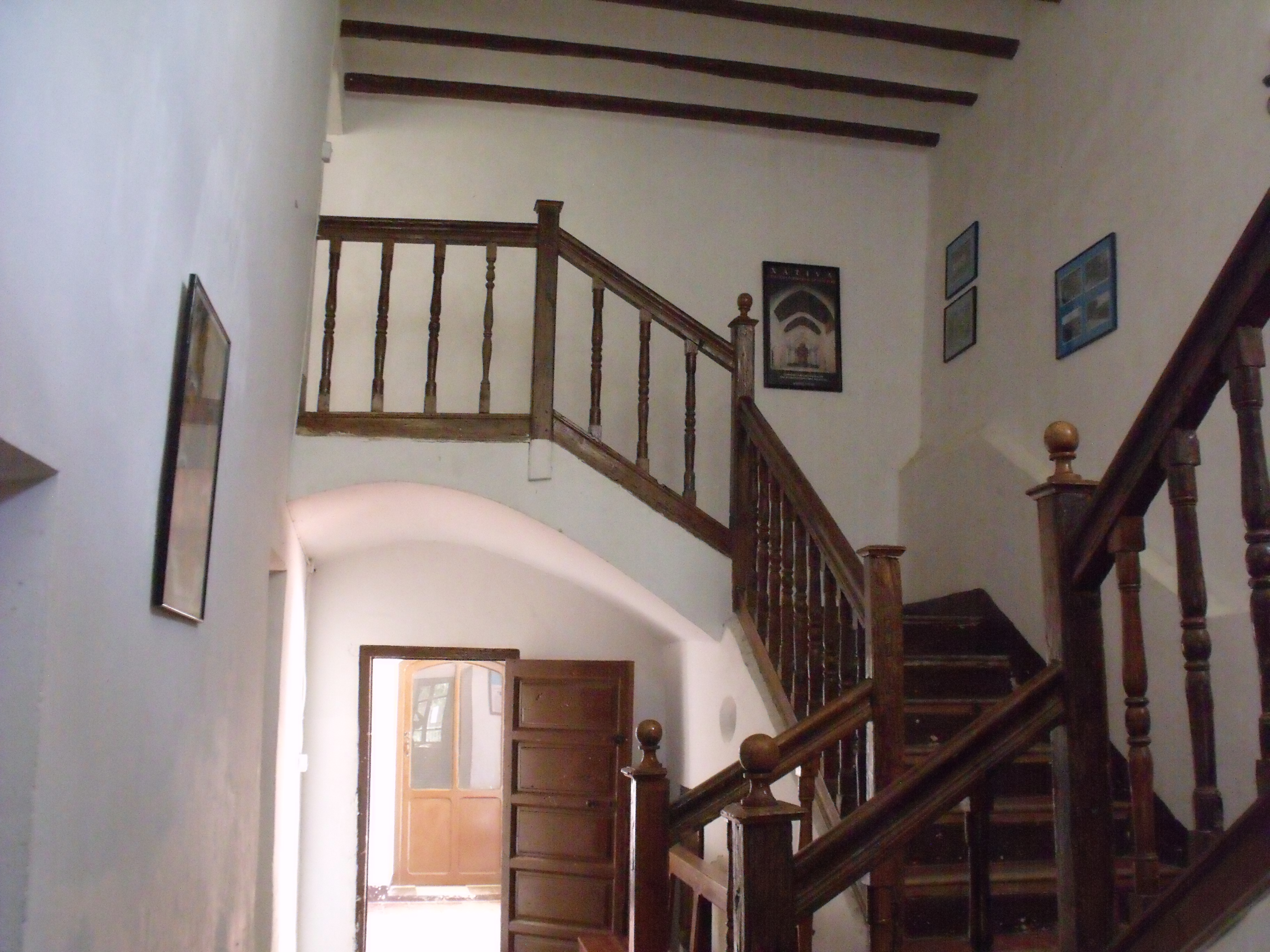
Interior de la casa del ermitaño.